# Václav Emanuel Mourek

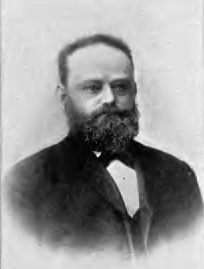
Václav Emanuel Mourek.

Václav Emanuel Mourek, född den 20 augusti 1846 i Horšice, Böhmen, Kejsardömet Österrike, 
död den 24 oktober 1911 i Prag, Böhmen, Österrike-Ungern var en tjeckisk germanist, anglicist, lexikograf, reseskildrare och översättare.
Mourek, som senare blev professor vid Prags universitet, blev den förste tjeckiskspråkige docenten i germanska språk 1884 (med en habilitationsskrift om Wulfilas gotiska bibel).